# Pierre Heijnen
Pierre Maria Michel Heijnen (Den Haag, 5 oktober 1953) is een Nederlands voormalig politicus. Namens de Partij van de Arbeid was hij tussen 1 maart 2007 en 1 september 2013 lid van de Tweede Kamer der Staten-Generaal. Eerder was hij wethouder in de gemeente Den Haag, verantwoordelijk voor onderwijs, sociale zaken en werkgelegenheid en integratie.
Voordat hij wethouder werd was hij vanaf 1986 raadslid en vanaf 1989 fractievoorzitter in de Haagse gemeenteraad. Hij was destijds werkzaam bij de provincie Zuid-Holland. Bij de Tweede Kamerverkiezingen 2006 stond Heijnen 37ste op de kandidatenlijst van de PvdA, te laag om direct gekozen te worden. Doordat een aantal Kamerleden van de PvdA toetrad tot het kabinet-Balkenende IV, kon Heijnen op 1 maart 2007 alsnog worden beëdigd.
Hij heeft onder andere binnenlands bestuur en burgemeestersbenoemingen in portefeuille. Hij is coördinator van de cluster buitenlands beleid van zijn fractie en voorzitter van de Kamercommissie voor jeugd en gezin.
Hij is voorzitter van de VBM-Businessclub, een multiculturele ondernemersclub, en voorzitter van de Raad van Toezicht van de Koninklijke Schouwburg.
Hij leidde de parlementaire werkgroep Toekomstverkenning Jeugdzorg. In mei 2010 presenteerde deze haar rapport. Hierin wordt voorgesteld de jeugdzorg flink op de schop te nemen.
Heijnen was opnieuw kandidaat voor de Tweede Kamerverkiezingen van 9 juni 2010. Hij stond nu op de 19de plaats op de lijst van de PvdA. Bij de verkiezingen in 2012 stond hij op de 25ste plek. Sinds 1 september 2013 is hij voorzitter van het College van Bestuur van ROC Mondriaan in Den Haag. Eind 2019 werd Pierre benoemd tot voorzitter van Haag Atletiek.

## Persoonlijk
Heijnen is gehuwd en is vader van een zoon.